# Franz Lahner
Franz Lahner (Bad Goisem, 1893 – Linz, 1966. július 19.) az első világháborúban harcoló osztrák pilóta volt. A harcok során 5 légi győzelmet aratott.

## Élete
Franz Lahner 1893-ban született a felső-ausztriai Bad Goisemben. A világháború kitörése után 1915-ben hívták be és a 2. gyalogezredhez került. Egyéves frontszolgálat után a Légjárócsapatokhoz vezényelték, ahol elvégezte a pilótatanfolyamot. 1917. július 26-án megkapta pilótaigazolványát és az akkor felállított 55. vadászrepülő-századhoz osztották be. A század ekkor az olasz fronton, Haidenschaft repterén állomásozott, de néhány hónap múlva, a caporettói áttörést követően átköltözött a Sugana-völgyben lévő Perginébe.
Lahner 1917. november 18-án érte el első légi győzelmét, amikor Arsiero közelében Albatros D.III típusú gépével lelőtt egy olasz felségjelzésű Nieuportot. November 27-én egy SAML felderítőgépet győzött le Campolongo mellett. December 16-án két Monarchia-beli ászpilótával, Julius Arigivel és Kiss Józseffel közösen újabb SAML-gépet semmisített meg. 1918. január 25-én egy Nieuport fölött győzedelmeskedett, majd március 21-én Radhigieri mellett egy Savoia-Pomilio típusú olasz repülőt lőtt le és ezzel megszerezte az ászpilótai minősítéshez szükséges ötödik győzelmét.
1918 szeptemberében az addigi századparancsnok, Maier József százados elhagyta az egységet és az új parancsnok megérkezéséig Lahner látta el az adminisztratív feladatokat.
A háború vége után az akkor felállított osztrák légi rendőrséghez lépett be, de a békeszerződés után ezt a szervezetet feloszlatták. Lahner Linzben élt, majd a második világháborúban a Luftwaffe tisztje volt. 1961-ben Linzben Lahner KG névvel méteráruval és rövidáruval kereskedő céget alapított, amelyet halála után lánya, majd unokája vitt tovább.
Franz Lahner 1966. július 19-én halt meg Linzben agyvérzés következtében.

## Kitüntetései
- Arany Vitézségi Érem
- Ezüst Vitézségi érem I. osztály
- Ezüst Vitézségi Érem II. osztály
- Károly-csapatkereszt

## Győzelmei
| Sorszám | Dátum             | Egység           | Repülőgép      | Ellenfél        |
| ------- | ----------------- | ---------------- | -------------- | --------------- |
| 1       | 1917 november 18. | 55. vadászszázad | Albatros D.III | Nieuport Scout  |
| 2       | 1917 november 27. | 55. vadászszázad | Albatros D.III | SAML 2          |
| 3       | 1917 december 16. | 55. vadászszázad | Albatros D.III | SAML 2          |
| 4       | 1918 január 25.   | 55. vadászszázad | Albatros D.III | Nierpourt Scout |
| 5       | 1918 február 21.  | 55. vadászszázad | Albatros D.III | Savoia-Pomilio  |